# Municipio de Crane (condado de Paulding)
El municipio de Crane (en inglés: Crane Township) es un municipio ubicado en el condado de Paulding en el estado estadounidense de Ohio. En el año 2010 tenía una población de 1420 habitantes y una densidad poblacional de 15 personas por km².

## Geografía
El municipio de Crane se encuentra ubicado en las coordenadas 41°12′37″N 84°37′28″O / 41.21028, -84.62444. Según la Oficina del Censo de los Estados Unidos, el municipio tiene una superficie total de 94.68 km², de la cual 93,62 km² corresponden a tierra firme y (1,12 %) 1,06 km² es agua.

## Demografía
Según el censo de 2010, había 1420 personas residiendo en el municipio de Crane. La densidad de población era de 15 hab./km². De los 1420 habitantes, el municipio de Crane estaba compuesto por el 96,48 % blancos, el 0,77 % eran afroamericanos, el 0,42 % eran amerindios, el 0,14 % eran asiáticos, el 0,49 % eran de otras razas y el 1,69 % eran de una mezcla de razas. Del total de la población el 2,61 % eran hispanos o latinos de cualquier raza.